# Wolverton (Buckinghamshire)
Pour les articles homonymes, voir Wolverton.
Wolverton est une ville d'Angleterre dans le Buckinghamshire.

## Transport
Silverlink est une concession ferroviaire régionale qui desservie la ville.

## Jumelages
- Ploegsteert (Belgique) depuis 2006[1]

## Personnalités liées
- George Carr Glyn, 1er baron Wolverton (1797-1873), banquier ayant des intérêts dans les chemins de fer, est élevé à la pairie en tant que baron Wolverton, le 14 décembre 1869.